# オートカラーアウォード
オートカラーアウォード（AUTO COLOR AWARDS）とは、年に1回、優れたカラーデザインの自動車を顕彰する制度。一般社団法人 日本流行色協会（通称JAFCA　ジャフカ）が主催し、自動車のカラーデザインを通じて豊かな色彩文化を発信することを目的に1998年度から始まった。

## 設立の経緯
一般社団法人 日本流行色協会（JAFCA）の前身である、社団法人 日本流行色協会内には、1970年より自動車の国内メーカー各社のカラーデザイン担当者が集まり、「自動車色彩研究会」が組織され、未来に向けた自動車のカラートレンドの予測や、カラーデザインに関する研究会、また国内の車体色の動向調査などの活動を行っていた。
その活動の中で、年に1度優れたカラーデザインの自動車を審査し、表彰してはどうかという提案がなされ、会員の同意を得、翌年から「オートカラーアウォード」がはじまった。第1回は1998年度に発売されていたものからエントリーされ、翌年1999年1月に発表・表彰式が開催された。

## 顕彰の趣旨
1. 豊かな生活文化創造のために、自動車の優れたカラーデザインが、どのように生まれてきたか、その仕事を社会に発信する。
2. 同時に、カラーデザインに込められたメッセージを広く一般消費者に発信する。
3. 自動車のカラーデザインに現れる時代の気分(カラートレンド)を広く伝え、自動車市場への新たな話題を提供する。
4. 競合他社が一堂に会し、カラーデザインを競い合うことで、広い視野に立ったデザインの表現力を向上する良い機会とする。

## 応募資格
毎年定められた期間内に、一般消費者に対し、購入できる旨を発表した自動車（2014年度からは二輪車も可）であること。また日本国内市場向けに生産、販売、輸入されたカラーであること。
エントリー制による。

## 各賞
各賞は、大きく3つに分けられる。「グランプリ」および「ファッションカラー賞」は、自動車以外のカラーデザインに携わる委員により、広い視野にたった審査が行われる。2013年度はグランプリに次いで優れたカラーデザインに「準グランプリ」が設定された。2014年度からは、「オートカラーデザイナーズ・セレクション」「プロダクツCMFデザイナーズセレクション」等の各賞が廃止され、「グランプリ」のみとなる。
2つ目の「オートカラーデザイナーズ・セレクション」は、自動車メーカーのデザイナーにより選ばれるもので、4部門がある。それぞれの審査基準は以下のとおりである。
3つ目の「プロダクツCMFデザイナーズセレクション」は、家電品等のプロダクツメーカーのデザイナーの視点で選ばれる。
2014年度（オートカラーアウォード2015）からは以下のように変更される。
- 応募対象を『車両』に拡大し、二輪車のエントリーも可能にするように変更。
- グランプリの投票を、これまでの審査委員のみの投票から公開プレゼンテーション見学者からも募るようにするように変更。

### グランプリ・準グランプリ
[審査基準] 今後の自動車市場、デザイン界への影響力あるデザインである／新たなカラーデザインへの開拓精神に富んでいる／エクステリア、インテリアともに優れている

### ファッションカラー賞
[審査基準] 時代の価値観やライフスタイルを先鋭に表現している／自動車の性格が明快に表現されている／消費者のライフスタイルへの影響力がある
2012年度からはテーマカラーが設けられた。

### オートカラーデザイナーズ・セレクション
自動車メーカーの代表により選出される。以下の3部門別がある。
2010年度までは［技術部門賞］も存在した。尚、企画部門賞にはその商品・色もしくは開発者にちなんだ名前が付けられることがある。
［エクステリア部門賞］［インテリア部門賞］［企画部門賞］

### プロダクツCMFデザイナーズセレクション
2011年度より新設。家電などのプロダクツメーカーのデザイナーによって決定。CMFとは、「Color」「Material」「Finish」を指す。

### 審査委員特別賞
審査委員の意向により、場合によって「審査委員特別賞」が設けられる。

### 文化学園大学セレクション
審査会場になっている文化学園大学の生徒により選ばれる賞。

## 審査組織
審査委員会は、2013年度までは「グランプリ、準グランプリ、ファッションカラー」、「オートカラーデザイナーズ・セレクション」、「プロダクツCMFデザイナーズセレクション」の3つに分かれ、それぞれ審査が行われる。
2014年度からは、自動車以外のカラーデザインに携わる委員3人、各車種メーカーからの代表1名（10社・10名）による審査及び事前登録した一般来場者による投票結果によって「グランプリ」のみが選ばれる。

### オートカラーデザイナーズ・セレクション審査委員会
自動車のカラーデザイナーがプロの視点で審査。

### グランプリ・ファッションカラー審査委員会
ファッション、プロダクツデザイン等、自動車以外のカラーデザインに携わる委員により、広い視野にたった審査を行う。

### プロダクツCMFデザイナーズセレクション審査委員会
IT・家電業界のプロダクツデザイナーにより編成され、異業種デザイナーの視点から審査する。

## 過去のグランプリ受賞
過去グランプリ受賞カラーは下記の通り。時代のムードを象徴するもの、それ以降のカラー動向に影響を与えたものなどが選ばれている。
色名はエクステリアカラー。第8回からエクステリアカラーとインテリアカラーを表記。ext＝エクステリアカラー、int＝インテリアカラー。

### 第1回（1998年度）1999年1月発表
スパークリングゴールドメタリック／ハリアー（トヨタ自動車）
［受賞理由］上質でラグジャリーな「ニューコンセプトSUV（スポーツ・ユーティリティ・ビークル）」をイメージしたデザインにベストマッチしたボディーカラーを開発した。

### 第2回（1999年度）2000年1月発表
ペールローズメタリックオパール／ヴィッツ（トヨタ自動車）
［受賞理由］自動車という機械工業製品において、これまでにないソフトでフェミニンなテイストを開花させた。

### 第3回（2000年度）2001年1月発表
クリスタルブルーメタリック／マツダ・ロードスター（マツダ）
［受賞理由］斬新な色を投入するのが難しいといわれていた日本のスポーツカー市場に、若々しく活動的なブルーを投入し高い支持を得た。

### 第4回（2001年度）2001年12月発表
ファンタシアグリーン／ルポ（フォルクスワーゲングループジャパン）
［受賞理由］インパクトのあるソリッドのグリーンは、新技術がカラーデザインをリードする時代から、メッセージ性のあるカラーの時代へという変革を象徴した。

### 第5回（2002年度）2002年12月発表
パプリカオレンジ×シナモンとコミュニケーションカラー／マーチ（日産自動車）
［受賞理由］パプリカオレンジを含む5色の展開によって、ユーザーに色を選ぶ楽しさを提供し、色によって顧客満足度を高めた。

### 第6回（2003年度）2003年12月発表
ハーベストムーンベージュ＆ブラックルーフ／ニュービートル（フォルクスワーゲングループジャパン）
［受賞理由］なごみ感、洗練さのあるベージュ。ニュービートルの親しみやすいキャラクターにベストマッチした優雅なライフスタイルを連想させる世界観を表現した。

### 第7回（2004年度）2004年12月発表
プレミアムシルバーパール／クラウンマジェスタ（トヨタ自動車）
［受賞理由］見慣れたシルバーをさらに洗練させた、高級車のピュアなカラーデザイン。

### 第8回（2005年度）2005年12月発表
チャイナブルー（ext）＆アイスブルー（int）／マーチ（日産自動車）
［受賞理由］旬を感じさせるターコイズブルー。内外装ともにブルーという打ち出しは、メッセージが明確だった。

### 第9回（2006年度）2006年12月発表
ミスティグリーン（ext）＆ワイマラナー（int）／ティアナ（日産自動車）
［受賞理由］落ち着きのあるグリーンのエクステリアとベージュ（ワイマラナー）のインテリアは、安心感、信頼感のある色である。

### 第10回（2007年度）2007年12月発表
サクラ（ext）＆カカオ（int）／マーチ（日産自動車）
［受賞理由］甘ったるいムードになりがちなピンクをナチュラルに表現、インテリアのカカオとのマッチングも美しい。ロングライフデザインで、カラーにより時代性を打ち出していくマーチの戦略も評価された。

### 第11回（2008年度）2008年12月発表
スターガーネットメタリック（ext）&ウォームグレー（int）／FCXクラリティ（HONDA）
［受賞理由］「エコカー」である燃料電池車の色として、宝石をイメージした透明感のある美しい赤を設定。新しい「エコ」カラーの方向性を示唆するものである。

### 第12回（2009年度）2009年12月発表
プレミアムディープマルーンパール（ext）&ボルドー（int）／フェアレディZ ロードスター（日産自動車）
［受賞理由］フェアレディZの初代に設定されたマルーンカラーを、今にモダナイズしたこの色は、華やかで色気があり、長く愛されるつづける色という意味で「エコ」な色といえる。

### 第13回（2010年度）2010年12月発表
ホライゾンターコイズパール（ext）／ブラック×シルバー（int）／CR-Z（シーアールズィー）（HONDA）
［受賞理由］魅力的、かつ重厚に表現されたターコイズブルー。時代と環境、スポーツというコンセプトでブルーをよく練り上げている。

### 第14回（2011年度）2011年12月発表
セラミックブルー（ext）／ブラウン（int）／スカイラインクロスオーバー（日産自動車）
［受賞理由］青磁をテーマに「ほっとする、ぬくもりのあるような色合い」で、カラー表現として新しさが感じられた。また、スポーティで男性的な力強いカラー設定が多かったが、それがカラーによって全く違ってみえた。

### 第15回（2012年度）2012年12月発表
デザートカーキ（ext）／ブラック（int）／XV（富士重工業）
［受賞理由］ソリッドカラーだが立体感、豊かな表情を創出している。プロテクターの黒とあわせる色として出てきたこの色はとてもインパクトがあり、ボディと樹脂パーツのコーディネートの新しい可能性を感じた。今までクルマでは見たことのない新鮮な色み。クルマのキャラクターに合った色、時代性もある。

### 第16回（2013年度）2013年12月発表
ソニックチタニウム（ext）／トパーズブラウン（int）／レクサス・IS300h（トヨタ自動車）
［受賞理由］ソニックチタニウムは、ハイライトからシェードまで明暗のレンジが広い。陰影感が強くどんな光の状況でも綺麗に見え、ISの造形にも合っている。

### 第17回（2014年度）2014年12月発表
パッションオレンジ（ソリッド）×ホワイト２トーンルーフ（ext）／パッションオレンジ×ダークグレー（int）

サマーブルーメタリック×ホワイト2トーンルーフ（ext）／ピュアホワイト×ダークグレー（int）

キャンディピンクメタリック×ホワイト2トーンルーフ（ext）／ピュアホワイト×ダークグレー（int）／ハスラー（スズキ）
［受賞理由］”楽しい”をストレートに表現したら、このカラーバリエーションに行き着いたという色。これらの色には、楽しんでいるお客様の顔が見える。カラーデザインでライフスタイルが変わる可能性を感じさせてくれたコンセプトに票が集まった。果敢に「新しいカラーデザイン」に挑戦し、「楽しい！」カラーを実現できたことが高く評価された。 

### 第18回（2015年度）2015年12月発表
フレンチミント3トーン（ext）／グレージュ×キャメルシートファブリック（int）

コフレピンク3トーン（ext）／グレージュ×ベージュシートファブリック（int）

フォーンベージュ3トーン（ext）／グレージュ×ブラウンシートファブリック（int）／アルトラパン（スズキ）
［受賞理由］生活者のライフスタイルが見えるカラーデザイン。カラーデザイナーの思いが細部にまで生かされ、世界観を構築している。自動車でこれまで採用されにくかった色域に果敢に挑戦し、実現したことは素晴らしい。

### 第19回（2016年度）2016年12月発表
マシーングレープレミアムメタリック(ext)／オーバーン(int)／ロードスターRF（マツダ）
［受賞理由］マツダが目指してきたCMF（カラー、マテリアル、フィニッシュ）によるブランド構築の集大成とも言える優れたカラーデザインである。CMFと形状が一体となって、非常に調和した美しさを持っている。マシーンの鉄をイメージさせるグレーを、液体を思わせるような金属感によりグラマラスでセクシーなデザインとして作り上げた。

### 第20回（2017年度）2017年12月発表
ブルーイッシュグレーソリッド4(ext)／MT-10 ・ MT-09 ・ MT-07（ヤマハ発動機）
［受賞理由］タンク部分が目を引くというバイクのデザインの中で、タイヤに注目させるという発想が新しく自由な印象を受ける。バイクのカラーリングでは、チッピング（欠け落ち）による汚れがあることから、ホイール部分に色をつけることはタブーとされてきたが、マーケットを意識しすぎず、デザイナーが自分の意志でその常識を覆した。タイヤのブラックと対比させることで、より鮮やかに見せたイエローと、タンクのソリッドグレーとの組み合わせは、その形と相まってこれまで見たことのない新しいセンスを感じさせる。新しい色彩調和に挑戦したデザインは、20年という節目を迎えた今回のオートカラーアウォードに相応しいと言える。

### 第21回（2018年度）2018年12月発表
ガーデングリーン・メタリック（ext）／ブラック（int）／N-VAN（HONDA）
［受賞理由］これからのモビリティは「個人が愛着を持って所有するもの」と、「他と「シェア」して共有するもの」との二つの方向がある。グリーンはまさに後者で、多様なシチュエーション、また、性別や年齢等に関係なく幅広いユーザーにマッチする新しい「ニュートラルカラー」と言える。受賞したグリーン系は、温かみと人間みを感じさせるニュートラルな色を探求した結果、シェアの時代に相応しい色を実現している。また、どの場所にあっても、その場に馴染むだけでなく展開する環境によって全く違った表情を見せることのできるのも魅力。クルマに興味のない人にも、充分に訴える力がある。

### 第22回（2019年度）2019年12月発表
ポリメタルグレーメタリック（ext）／バーガンディ（int）／MAZDA 3 Fastback

ポリメタルグレーメタリック（ext）／ネイビーブルー／グレージュ（int）／CX-30（マツダ）
［受賞理由］CMFでブランドアイデンティティを表現しているマツダ。このカラーデザインは、マツダのブランドカラーの一つであるグレーに新しい領域を作った。それは微妙な青みを含むニュアンスにとんだグレーで、全く見たことのない新しい質感を実現した。しかも一般のユーザーにも支持されるCMF表現となっている。また外装と内装の一体感が、高く評価された。

### 第23回（2021年度）2022年1月発表
※2020年は新型コロナウイルスの影響で中止となっている。
銀影ラスター（ext）／プラチナ箔&西陣（ブラック）（int）／レクサス・LS 500／500h（トヨタ自動車）

暁 -アカツキ- (サンライズカッパー(M)/ミッドナイトブラック（P）)2トーン（ext）／ブルーグレー（int）／アリア（日産自動車）
［受賞理由］
今回のオートカラーアウォードは、積み上げてきた意匠技術の結実のようなことが感じられた。レクサスは、長年日本の伝統工芸とクルマの融合に取り組んでおり、光のようなエクステリアに加え、インテリアに西陣織や箔などを使い、見事なクオリティに達していた。豪華さがありながらもすっきりと洗練され、エクステリアとインテリアがひとつの塊となって見えるようなまとまり感があった。
アリアは、禅をテーマにしているが、グローバルな視点から生み出された非常に先進的なCMF。閉塞感の強い時代の中、エクステリアカラーは夜明けのイメージで、そのCMFには夜が明けて行くような、闇が開かれていくような新しさが感じられた。また、太陽を思わせるエクステリアと、静かなインテリアとのコンビネーションも美しかった。

### 第24回（2022年度）2022年12月発表
アイスグリーン 、ファイアークオーツレッドメタリック 、オフビートカーキメタリック（ext）／ブラック（int）／ダイハツ・ハイゼットトラック（ダイハツ工業）
［受賞理由］
これまでの働くクルマに対して“快適さ”という言葉は無縁だった。なぜなら日本の「働く」という考え方に、誤解を恐れずに言えば働く現場に“快適さ”を求めてはいけないという不文律があったのではないか、と思う。働くことは苦痛をともなうべきもので、むしろその苦痛の表現こそが美しい…と、もしかしたら日本のモノづくりの根底にこの不文律があるのではないか。だからデザインが変わらない、そういうことが身の回りにたくさんあるのではないか？
頻繁に乗り降りする時にシートに摩擦が生じる位置に縫い目があった。その縫い目の位置を変えることは、これまでの慣例を超えることで一朝一夕ではできない。その一歩を踏み出して、「快適に仕事をする」ことへの「解」をみごとに導き出した。エクステリアも顧客の好みを反映し、なおかつ、働く現場のロケーションに馴染むよう調整されている。

### 第25回（2023年度）2023年12月発表
オータムイエロー・パール（ext）／グレージュ×グレー（int）／N-BOX（HONDA）
［受賞理由］今回はカスタマーとどうコミュニケーションをとり、CMFに反映したかが評価ポイントとなった。N-BOXはカスタマーの行動をよく観察し、機能性と楽しさをリズミカルに表現していた。エクステリアのイエローは車のカラーデザインでは難しい色相で、少しずれるとアウトドアイメージが強すぎたり、汚く見えてしまったりするが、N-BOXはほっこり温かくなるような「ちょうど良い」イエローを実現したことが評価された。

### 第26回（2024年度）2024年12月発表
メルティングカッパーメタリック（ext）／ブラック（int）／CX-80（マツダ）
［受賞理由］カッパーの新しい表現を追求し、見事に実現した。内外がしっかりコーディネートされ、カラー、マテリアル、フィニッシュの3つのバランスが完璧に仕上がっている。細部までデザインにこだわり、それが一つの物として完成して、圧倒的な存在感を生み出している。クリエイターや技術者など色々な領域の人が価値観を共有するコミュニケーションメディアの開発と、そこから一つの物を作り上げている点がデザインの完成度をさらに上げている。